# Zhaojiabang Lu
Zhaojiabang Lu (chiń. 肇嘉浜路站) – stacja metra w Szanghaju, na linii 7 i 9. Zlokalizowana jest pomiędzy stacjami Changshu Lu, Dong’an Lu, Xujiahui i Jiashan Lu. Została otwarta 5 grudnia 2009.